# Línea 193 (Interurbanos Madrid)
La línea 193 de la red de autobuses interurbanos de Madrid une la terminal subterránea del Intercambiador de Plaza de Castilla con Pedrezuela y El Vellón.

## Características
Esta línea une Madrid con estos dos municipios en aproximadamente 75 min. Existen expediciones que no realizan ninguna parada entre Madrid y las Urbanización Fuente del Fresno/Club de Campo en San Sebastián de los Reyes al lado de la A-1 llamadas EXPRESS. Dichas expediciones omiten las paradas de los cascos urbanos de Alcobendas y San Sebastián de los Reyes y reducen el trayecto en aproximadamente 15 minutos de los tramos Madrid - San Agustín del Guadalix - El Molar - Pedrezuela. Existe una expedición diaria que alcanza el municipio de La Cabrera y dos diarias que tienen la cabecera/terminal en la Estación de Alcobendas-S.S. de los Reyes (cabecera de la línea C-4a de Cercanías Madrid).
Hasta abril del 2014, la línea contaba con expediciones que daban servicio a la Urbanización Cotos de Monterrey en Venturada que fueron dadas de baja e incluidas en la línea 191.
Hasta febrero del 2016, la línea contaba con expediciones nocturnas las noches de viernes, sábados y vísperas de festivo que circulaban entre Madrid y Pedrezuela. En esa fecha fueron prolongadas hasta el municipio de Venturada y el 20 de diciembre del 2019 fueron absorbidas en la recién creada línea N104. Estas expediciones correspondían a la sublínea 193112, que actualmente están dadas de baja puesto que las realiza la nueva línea N104.
Hasta el 15 de marzo del 2016 existía una parada en el km. 36 de la A-1, y otra de vuelta, (códigos 11492 y 11493), dando servicio al restaurante Las Moreras, situado en el término municipal de El Molar en la corona tarifaria C1.
Siguiendo la numeración de líneas del CRTM, las líneas que circulan por el corredor 1 son aquellas que dan servicio a los municipios situados en torno a la A-1 y comienzan con un 1. Aquellas numeradas dentro de la decena 190 corresponden a aquellas que circulan por la Sierra Norte de Madrid.
La línea mantiene los mismos horarios todo el año (exceptuando las vísperas de festivo y festivos de Navidad), tan solo eliminando el servicio de ida de lunes a viernes a las 14:25 los días no lectivos y durante navidades y el verano.
Está operada por la empresa ALSA mediante la concesión administrativa VCM-103 - Madrid - Buitrago - Rascafría (Viajeros Comunidad de Madrid) del Consorcio Regional de Transportes de Madrid.

### Sublíneas
Aquí se recogen todas las distintas sublíneas que ha tenido la línea 193, incluyendo aquellas dadas de baja. La denominación de sublíneas que utiliza el CRTM es la siguiente:
- Número de línea (193)
- Sentido de circulación (1 ida, 2 vuelta)
- Número de sublínea

Por ejemplo, la sublínea 193109 corresponde a la línea 193, sentido 1 (ida) y el número 09 de numeración de sublíneas creadas hasta la fecha.
Las sublíneas marcadas en negrita corresponden a sublíneas que actualmente se encuentran dadas de baja.
| Ida    | Ruta                          | Itinerario                                           | Vuelta | Ruta                             | Itinerario                                           |
| 193101 | -                             | Madrid - El Vellón                                   | 193201 | -                                | El Vellón - Madrid                                   |
| 193102 | sp                            | Madrid superficie - Pedrezuela, sin parada en La Paz | 193202 | sp                               | Pedrezuela - Madrid superficie, sin parada en La Paz |
| 193103 | sax                           | Madrid - San Agustín EXPRESS                         | 193203 | sax                              | San Agustín - Madrid EXPRESS                         |
| 193104 | No existe la ruta "sa" de ida | No existe la ruta "sa" de ida                        | 193204 | sa                               | San Agustín - Madrid                                 |
| 193105 | px                            | Madrid - Pedrezuela EXPRESS                          | 193205 | px                               | Pedrezuela - Madrid EXPRESS                          |
| 193106 | p                             | Madrid - Pedrezuela                                  | 193206 | p                                | Pedrezuela - Madrid                                  |
| 193107 | mx                            | Madrid - El Molar EXPRESS                            | 193207 | mx                               | El Molar - Madrid EXPRESS                            |
| 193108 | m                             | Madrid - El Molar                                    | 193208 | m                                | El Molar - Madrid                                    |
| 193109 | ca                            | Madrid - La Cabrera                                  | 193209 | ca                               | La Cabrera - Madrid, sin paso por El Vellón          |
| 193110 | c                             | Madrid - Cotos de Monterrey                          | 193210 | c                                | Cotos de Monterrey - Madrid                          |
| 193111 | No existe la ruta "s" de ida  | No existe la ruta "s" de ida                         | 193211 | s                                | El Vellón - Madrid superficie                        |
| 193112 | sv                            | Madrid superficie - Venturada, por Cotos             | 193212 | sv                               | Venturada - Madrid superficie, por Cotos             |
| 193113 | mh                            | Madrid - El Molar, sin parada en La Paz              | 193213 | No existe la ruta "mh" de vuelta | No existe la ruta "mh" de vuelta                     |
| 193114 | No existe la ruta "a" de ida  | No existe la ruta "a" de ida                         | 193214 | a                                | El Vellón - Alcobendas FF.CC.                        |
| 193115 | ap                            | Alcobendas FF.CC. - Pedrezuela                       | 193215 | No existe la ruta "ap" de vuelta | No existe la ruta "ap" de vuelta                     |

### Curiosidades
Entre las curiosidades y peculiaridades de la línea se incluyen las siguientes:
- No se permite la circulación con viajeros de pie saliendo de los túneles del Intercambiador de Plaza de Castilla (aunque sí a la vuelta). Los autobuses no podrán cargar más viajeros si se ha llenado el número máximo de plazas autorizadas con asiento, en cambio, al llegar a la parada 3253 - Paseo de la Castellana - Hospital La Paz sí que podrán recoger a viajeros de pie. Esta restricción aplica a todas las líneas bajo la concesión VCM-103, pero no a aquellas de las concesiones VCM-101, VCM-701 ni VCM-702.
- A pesar de que la línea no cuente con una longitud superior a los 50 km. se aplica la utilización de un tacógrafo. Esta restricción aplica a todas las líneas bajo la concesión VCM-103, que a pesar de que algunas cuenten con recorridos inferiores a los 50 km. (por ejemplo la línea 193 y algunos servicios de la línea 197) los conductores dentro de un mismo turno en un día de trabajo realizan servicios de todas ellas, necesitando así el uso del tacógrafo. El Artículo 3 a) del Reglamento de la Comisión Europea 561/2006 exige la utilización de un tacógrafo en líneas con un recorrido mayor a 50 km. y respetar los tiempos de conducción y descanso. Esto significa que en caso de que un servicio llegue retrasado al siguiente, no podrá cumplir el horario programado y deberá esperar hasta cumplir el descanso establecido antes de volver a conducir. En caso de existir una retención que cause al conductor exceder sus tiempos de conducción establecidos, no incurrirá en sanción al encontrarse el vehículo retenido por causas del tráfico, o podrá justificar el motivo del exceso a la Dirección General de Tráfico. En caso de una restricción de tráfico de grandes proporciones, se reorganizarán los turnos de los conductores alterando sus servicios previstos para cubrir aquellos que se han visto afectados por las retenciones. Este cambio es invisible a los usuarios puesto que solo afecta a un cambio de turno de conductores.
- No se permite la circulación con viajeros de pie al norte de San Agustín del Guadalix. El artículo 48 b) del Reglamento General de Circulación establece la velocidad máxima de circulación fuera de poblado con viajeros de pie en 80 km/h y dado que al norte de San Agustín del Guadalix se circula por la autovía A-1 en la que la velocidad máxima para los autobuses es 100 km/h se aplica esta restricción. Técnicamente existe un tramo entre las urbanizaciones Ciudalcampo y Santo Domingo hasta San Agustín del Guadalix en el que se circula brevemente por la autovía A-1 pero la Dirección General de Tráfico permite la excepción hasta llegar a San Agustín del Guadalix. Dado que el resto de la línea se realiza por la vía de servicio de la A-1 sí se permite los viajeros de pie en esos trayectos. Algunas comunidades autónomas permiten la circulación con viajeros de pie en viajes de menos de 35 km. Entre las situaciones que causa esta restricción, podría darse el caso en el que viajeros con destino Madrid no puedan montarse en el autobús de pie y se les deniegue la entrada, pero al llegar a San Agustín del Guadalix pueda permitir la subida de viajeros hasta cumplir el número máximo de plazas autorizadas del vehículo. También se podría dar el caso en el que los viajeros procedentes de Madrid no se les permita continuar el viaje si van de pie al llegar a San Agustín del Guadalix y verse obligados a abandonar el autobús y esperar al siguiente que permita viajeros sentados. De esta manera, todos los servicios EXPRESS no permiten viajeros de pie, al circular por la autovía A-1 en vez de la vía de servicio de la misma.

## Horarios
| Lunes a viernes laborables | Lunes a viernes laborables | Sábados laborables | Sábados laborables | Domingos y festivos | Domingos y festivos |
| Madrid > El Vellón         | El Vellón > Madrid         | Madrid > El Vellón | El Vellón > Madrid | Madrid > El Vellón  | El Vellón > Madrid  |
| 05:40                      | 05:40                      | 07:15              | 06:45              | 08:00               | 06:45               |
| 06:15                      | 06:00                      | 07:15              | 08:00              | 10:00               | 09:15               |
| 06:30                      | 06:30                      | 08:00              | 08:30              | 11:00               | 10:50               |
| 06:45                      | 06:45                      | 09:00              | 09:20              | 12:15               | 12:15               |
| 06:50                      | 06:45                      | 10:00              | 10:30              | 13:45               | 12:30               |
| 07:10                      | 06:45                      | 10:30              | 11:45              | 15:30               | 13:30               |
| 07:20                      | 07:00                      | 12:00              | 12:00              | 16:30               | 15:00               |
| 07:30                      | 07:00                      | 13:00              | 13:30              | 18:00               | 16:40               |
| 07:45                      | 07:15                      | 13:30              | 14:00              | 18:30               | 17:15               |
| 08:00                      | 07:20                      | 14:30              | 15:00              | 19:30               | 18:00               |
| 08:30                      | 07:30                      | 15:30              | 16:30              | 19:30               | 19:10               |
| 08:30                      | 07:40                      | 15:30              | 16:40              | 20:00               | 20:50               |
| 09:00                      | 07:45                      | 16:30              | 17:10              | 21:00               | 21:15               |
| 09:30                      | 07:50                      | 16:30              | 18:00              | 22:00               | 22:00               |
| 10:30                      | 07:55                      | 17:00              | 18:00              | 22:30               |                     |
| 11:00                      | 08:30                      | 18:00              | 19:10              | 23:00               |                     |
| 11:30                      | 08:40                      | 19:00              | 20:20              |                     |                     |
| 12:00                      | 09:00                      | 19:00              | 21:15              |                     |                     |
| 12:30                      | 09:00                      | 19:30              | 21:45              |                     |                     |
| 13:00                      | 09:20                      | 20:30              | 22:50              |                     |                     |
| 13:30                      | 10:00                      | 21:00              |                    |                     |                     |
| 13:30                      | 10:15                      | 21:30              |                    |                     |                     |
| 14:00                      | 10:45                      | 22:00              |                    |                     |                     |
| 14:25                      | 11:00                      | 23:00              |                    |                     |                     |
| 14:30                      | 12:00                      |                    |                    |                     |                     |
| 14:30                      | 12:20                      |                    |                    |                     |                     |
| 15:00                      | 13:00                      |                    |                    |                     |                     |
| 15:00                      | 13:50                      |                    |                    |                     |                     |
| 15:30                      | 14:00                      |                    |                    |                     |                     |
| 15:30                      | 14:20                      |                    |                    |                     |                     |
| 16:00                      | 15:00                      |                    |                    |                     |                     |
| 16:30                      | 15:20                      |                    |                    |                     |                     |
| 16:30                      | 15:30                      |                    |                    |                     |                     |
| 17:00                      | 16:00                      |                    |                    |                     |                     |
| 17:00                      | 16:00                      |                    |                    |                     |                     |
| 17:30                      | 16:05                      |                    |                    |                     |                     |
| 17:30                      | 16:10                      |                    |                    |                     |                     |
| 17:45                      | 16:30                      |                    |                    |                     |                     |
| 18:00                      | 16:55                      |                    |                    |                     |                     |
| 18:30                      | 17:00                      |                    |                    |                     |                     |
| 18:30                      | 17:00                      |                    |                    |                     |                     |
| 19:00                      | 17:40                      |                    |                    |                     |                     |
| 19:30                      | 17:50                      |                    |                    |                     |                     |
| 19:30                      | 18:00                      |                    |                    |                     |                     |
| 19:30                      | 18:00                      |                    |                    |                     |                     |
| 20:00                      | 18:30                      |                    |                    |                     |                     |
| 20:10                      | 18:50                      |                    |                    |                     |                     |
| 20:30                      | 19:00                      |                    |                    |                     |                     |
| 20:30                      | 19:50                      |                    |                    |                     |                     |
| 21:00                      | 20:00                      |                    |                    |                     |                     |
| 21:30                      | 21:00                      |                    |                    |                     |                     |
| 22:00                      | 21:40                      |                    |                    |                     |                     |
| 22:30                      | 22:45                      |                    |                    |                     |                     |

## Recorrido y paradas

Esquema de dársenas del intercambiador subterráneo de Plaza de Castilla

### Sentido El Vellón
La línea inicia su recorrido en el intercambiador subterráneo de Plaza de Castilla, en la dársena 36 (el servicio que parte desde la superficie del intercambiador de Plaza de Castilla lo hace desde la dársena 45), en este punto se establece correspondencia con todas las líneas de los corredores 1 y 7 con cabecera en el intercambiador de Plaza de Castilla. En la superficie efectúan parada varias líneas urbanas con las que tiene correspondencia, y a través de pasillos subterráneos enlaza con las líneas 1, 9 y 10 del Metro de Madrid.
Tras abandonar los túneles del intercambiador subterráneo, la línea sale al paseo de la Castellana, donde tiene una primera parada frente al Hospital La Paz (subida de viajeros). A partir de aquí sale por la M-30 hasta el nudo de Manoteras y toma la A-1.
La línea circula por la A-1 hasta la salida de Alcobendas, donde circula por la avenida Olímpica (1 parada para la subida de viajeros), la calle de Francisca Delgado y el bulevar Salvador Allende, de igual manera que circula después por el paseo de Europa de San Sebastián de los Reyes con 6 paradas para la subida de viajeros (sólo se permite el descenso de viajeros en la parada 06693 - Paseo de Europa - Calle de María Santos Colmenar).
El objetivo de restringir las paradas del casco urbano de Alcobendas y San Sebastián de los Reyes a sólo permitir la subida de viajeros se debe a que esas zonas que recorre esta línea ya están cubiertas por Metro o Cercanías y otras líneas interurbanas con cabecera en el Intercambiador de Plaza de Castilla que tienen mucha mayor frecuencia y colapsarían la línea 193 para realizar trayectos muy cortos. De esta forma se evita que las expediciones de esta línea vayan llenas y no puedan recoger a los viajeros con destinos mucho más alejados de Madrid cuya única opción sea la línea 193 y un trayecto de en muchas ocasiones superior a 1h.
Al final del paseo de Europa sale a la N-1 y posteriormente a la A-1, por la que prosigue su recorrido con algunas paradas junto a las urbanizaciones y zonas industriales de la autovía situadas entre San Sebastián de los Reyes y San Agustín del Guadalix (7 paradas).
La línea entra y sale de la Autovía del Norte para dar servicio a los cascos urbanos de San Agustín del Guadalix (4 paradas) (las expediciones con origen/destino San Agustín del Guadalix tienen la cabecera/terminal en el polígono industrial norte de San Agustín del Guadalix) y El Molar (5 paradas) (las expediciones con origen/destino El Molar no realizan las paradas que dan servicio a la Urbanización Vistasierra a pesar de encontrarse dentro del término municipal), y continúa en dirección a casco urbano de Pedrezuela, por el paseo de la Ermita. Dentro de este municipio circula por las calles de Las Eras, San Roque y Cerro de San Pedro, teniendo en esta última la cabecera aquellas expediciones con origen y destino en Pedrezuela. Aquellas que siguen a El Vellón retoman la calle de Las Eras y el paseo de la Ermita volviendo al nudo de la N-1 e incorporándose a esta en dirección a Burgos hasta la salida 47, teniendo después una parada junto a la desviación de El Vellón. 
En esta salida toma la carretera M-122 en dirección a El Vellón, donde circula por las calles Magdalena y Pozonuevo, teniendo la cabecera en esta última en el barrio de la Mina y realizando 4 paradas en el municipio.
La expedición que continúa a La Cabrera sale de El Vellón y realiza el mismo recorrido que la línea 191, atravesando los municipios de Venturada y Cabanillas de la Sierra hasta finalizar su recorrido en la última parada de La Cabrera.
| Código | Zona | Localidad                  | Denominación                                                           | Ubicación                                        | Líneas de la parada | Metro / Cercanías                     |
| --- | ---- | -------------------------- | ---------------------------------------------------------------------- | ------------------------------------------------ | --- | ------------------------------------- |
| 17470G |      | Madrid                     | Intercambiador de Plaza de Castilla - Dársena 36                       | Avenida de Asturias Nº2                          | Ocasionalmente cuando hay 2 o más expediciones de la línea 193 con la misma hora de salida se utilizarán las dársenas 35 y 37 si no existe un servicio de las líneas 191 194 195 196 a la misma hora. | Plaza de Castilla                     |
| Cabecera de las expediciones que salen desde la superficie del Intercambiador de Plaza de Castilla                                                                 |      |                            |                                                                        |                                                  | |                                       |
| 18074D |      | Madrid                     | Intercambiador de Plaza de Castilla - Dársena 45                       | Paseo de la Castellana Nº195                     | 171 191 193 | Plaza de Castilla                     |
| Los recorridos "EXPRESS" no realizan ninguna de las siguientes paradas (si no se indica lo contrario) hasta llegar a la parada 06697 en San Sebastián de los Reyes |      |                            |                                                                        |                                                  | |                                       |
| 3253 |      | Madrid                     | Paseo de la Castellana - Hospital La Paz                               | Paseo de la Castellana Nº304 - Acceso Nudo Norte | 173 174 176 151 152C 153 154C 155 155B 156 157 157C 159 161 171 181 182 183 184 185 191193194195196197N101 N102 N103 N104                                                                             | Begoña                                |
| 06692 |      | Alcobendas                 | Avenida Olímpica - Pabellón deportivo                                  | Avenida Olímpica Nº5                             | 151 152C 153 154 154C 156 158 161 171 181 182 183 191193194195196197N103 N104VAC-242 |                                       |
| Cabecera de las expediciones que salen desde la estación de FF.CC. Alcobendas-S.S. de los Reyes                                                                    |      |                            |                                                                        |                                                  | |                                       |
| 10614 |      | Alcobendas                 | Avenida de España - Estación de Alcobendas-San Sebastián de los Reyes  | Avenida de España Nº52                           | 10614 A 180 191 193 9 11 10614 B 151 158 827 828 N101 2 | Alcobendas-San Sebastián de los Reyes |
| Paradas del itinerario normal |      |                            |                                                                        |                                                  | |                                       |
| 15192 |      | San Sebastián de los Reyes | Paseo de Europa - Avenida del Juncal                                   | Paseo de Europa Nº26                             | 152C 154 156 161 180 181 182 183 191193194195196197N103 N1044 7 |                                       |
| 06693 |      | San Sebastián de los Reyes | Paseo de Europa - Calle de María Santos Colmenar                       | Paseo de Europa S/N.º                            | 152C 154 156 161 180 181 182 183 191 193 194 195 196 197 N103 N104 VAC-2424 7 |                                       |
| 12421 |      | San Sebastián de los Reyes | Paseo de Europa - Avenida de los Montes de Oca                         | Paseo de Europa Nº14                             | 171 180 181 182 183 191193194195196197N103 N104 |                                       |
| 11402 |      | San Sebastián de los Reyes | Paseo de Europa - Glorieta de Antoni Gaudí                             | Paseo de Europa Nº7                              | 171 180 181 182 183 191193194195196197N103 N104 |                                       |
| 17474 |      | San Sebastián de los Reyes | Paseo de Europa - Hospital Infanta Sofía                               | Paseo de Europa Nº11                             | 152C 161 166 171 180 181 182 183 191193194195196197210 N103 N104 | Hospital Infanta Sofía                |
| 16437 |      | San Sebastián de los Reyes | Carretera Antigua de Burgos - Centro Comercial Alegra                  | N-1 km. 19,9                                     | 161 166 171 180 181 182 183 185 191193194195196197210 N103 N104 |                                       |
| Los recorridos "EXPRESS" vuelven a realizar paradas desde aquí |      |                            |                                                                        |                                                  | |                                       |
| 06697 |      | San Sebastián de los Reyes | Carretera A-1 - Urbanización Fuente del Fresno                         | N-1 km. 23,4                                     | 166 171 191 193 194 195 196 N104 |                                       |
| 06700 |      | San Sebastián de los Reyes | Carretera A-1 - Circuito del Jarama                                    | N-1 km. 26                                       | 171 191 193 194 195 196 N104 |                                       |
| 06701 |      | Colmenar Viejo             | Carretera A-1 - Urbanización Ciudalcampo                               | N-1 km. 28,3                                     | 166 191 193 194 195 196 N104 |                                       |
| 06703 |      | Colmenar Viejo             | Carretera A-1 - Urbanización Valdelagua                                | N-1 km. 30,8                                     | 191 193 194 195 196 N104 |                                       |
| 15988 |      | San Agustín del Guadalix   | Carretera A-1 - Calle La Lobera                                        | N-1 km. 31                                       | 191 193 194 195 196 N104 |                                       |
| 11184 |      | San Agustín del Guadalix   | Carretera A-1 - Polígono industrial Sur San Agustín del Guadalix       | N-1 km. 31,7                                     | 191 193 194 195 196 N104 |                                       |
| 15990 |      | San Agustín del Guadalix   | Carretera A-1 - Calle Salguerilla                                      | N-1 km. 32,1                                     | 191 193 194 195 196 N104 |                                       |
| 12097 |      | San Agustín del Guadalix   | Avenida de Madrid - Urbanización Residencial Guadalix                  | Avenida de Madrid Nº3                            | 191 193 194 195 196 727 N104 |                                       |
| 06704 |      | San Agustín del Guadalix   | Avenida de Madrid - Parque Príncipe Felipe                             | Avenida de Madrid Nº37                           | 191 193 194 195 196 727 N104 |                                       |
| 18361 |      | San Agustín del Guadalix   | Avenida de Madrid - Avenida del Alcalde Lorenzo Ginés Brandín          | Avenida de Madrid Nº32                           | 191 193 194 195 196 727N104 |                                       |
| 09848 |      | San Agustín del Guadalix   | Avenida de Madrid - Polígono industrial Norte San Agustín del Guadalix | Polígono las Cabezas Nº3                         | 191 193 194 195 196 N104 |                                       |
| Los recorridos hasta San Agustín del Guadalix finalizan aquí |      |                            |                                                                        |                                                  | |                                       |
| 17975 |      | El Molar                   | Carretera A-1 - Camino Viejo de Francia                                | N-1 km. 39,1                                     | 191 193 194 195 196 N104 |                                       |
| 10329 |      | El Molar                   | Plaza Mayor - Ayuntamiento                                             | Plaza Mayor S/N.º                                | 191 193 194 195 196 N104 VAC-242 |                                       |
| 09648 |      | El Molar                   | Avenida de España - Calle del Almirante Martel                         | Avenida de España Nº73                           | 191 193 193A 194 195 196 197D N104 |                                       |
| Los recorridos hasta El Molar finalizan aquí |      |                            |                                                                        |                                                  | |                                       |
| 20841 |      | El Molar                   | Calle de la Rosaleda - Calle de los Nardos                             | Calle de la Rosaleda Nº17                        | 191 193 194 N104 |                                       |
| 09939 |      | El Molar                   | Calle de la Rosaleda - Urbanización Vistasierra                        | Calle de la Rosaleda Nº51                        | 191 193 194 N104 |                                       |
| 10336 |      | Pedrezuela                 | Paseo de la Ermita - Calle de las Eras del Cabrero                     | Paseo de la Ermita Nº21                          | 191 193 194 196 N104 1 |                                       |
| 12781 |      | Pedrezuela                 | Calle de las Eras - Avenida de Madrid                                  | Calle de las Eras Nº54                           | 191 193 194 196 N104 1 |                                       |
| 12442 |      | Pedrezuela                 | Calle de San Roque - Escuela de Hostelería                             | Calle de las Eras Nº100                          | 191193194196N1041 |                                       |
| Los recorridos hasta Pedrezuela finalizan aquí |      |                            |                                                                        |                                                  | |                                       |
| 16713 |      | Pedrezuela                 | Calle del Cerro de San Pedro - Escuela de Hostelería                   | Calle de las Eras s/n                            | 191 193 194 196 N104 1 |                                       |
| 09142 |      | Pedrezuela                 | Calle de las Eras - Avenida de Madrid                                  | Calle de las Eras Nº29                           | 191 193 196 N104 1 |                                       |
| 09143 |      | Pedrezuela                 | Paseo de la Ermita - Calle del Prado Concejo                           | Paseo de la Ermita Nº30                          | 191 193 196 N104 1 |                                       |
| 17974 |      | Pedrezuela                 | Carretera A-1 - Cruce El Vellón                                        | A-1 km. 47                                       | 191 193 193A 194 195 196 197D N104 |                                       |
| 12881 |      | Pedrezuela                 | Carretera M-122 - El Campillo                                          | Carretera M-122 km. 0                            | 191 193 197D N104 |                                       |
| 11242 |      | El Vellón                  | Carretera M-122 - Los Melonares                                        | Carretera M-122 km. 0,7                          | 191 193 197D N104 |                                       |
| 15992 |      | El Vellón                  | Carretera M-122 - Calle de La Hacilla                                  | Calle de la Magdalena Nº27                       | 191 193 197D N104 |                                       |
| 10339 |      | El Vellón                  | El Vellón - Plaza Mayor                                                | Plaza Mayor Nº6                                  | 191 193 197D N104 |                                       |
| 12480 |      | El Vellón                  | El Vellón - Barrio de la Mina                                          | Carretera M-129 km. 3,9                          | 191 193 197D N104 |                                       |
| Paradas realizadas por los servicios que continúan a La Cabrera |      |                            |                                                                        |                                                  | |                                       |
| 10340 |      | Venturada                  | Venturada - Carretera de Irún                                          | Carretera de Irún Nº10                           | 191 193 193A 194 195 196 197C N104 VAC-242 |                                       |
| 11294 |      | Venturada                  | Venturada - Urbanización Tolle Lege                                    | N-1 km. 52,2                                     | 191 193 194 195 196 N104 |                                       |
| 11544 |      | Cabanillas de la Sierra    | Cabanillas de la Sierra - Urbanización Los Barrancos                   | Calle Real Nº54                                  | 191 193 194 195 196 |                                       |
| 10343 |      | Cabanillas de la Sierra    | Cabanillas de la Sierra - Calle Real                                   | Calle Real Nº78                                  | 191 193 194 195 196 |                                       |
| 11543 |      | Cabanillas de la Sierra    | Cabanillas de la Sierra - Carretera Antigua N-1                        | N-1 km. 54,1                                     | 191 193 194 195 196 |                                       |
| 11995 |      | La Cabrera                 | Avenida de La Cabrera - Carretera de Valdemanco                        | Avenida de La Cabrera Nº8                        | 191 193 194 195 196 197B 197C725 |                                       |
| 10346 |      | La Cabrera                 | Avenida de La Cabrera - Calle de Luis Fernández Urosa                  | Avenida de La Cabrera Nº28                       | 191 193 194 195 196 197B VAC-242 |                                       |
| 11996 |      | La Cabrera                 | Avenida de La Cabrera - Calle del Pico de la Miel                      | Avenida de La Cabrera Nº80                       | 191 193 194 195 196 197B |                                       |
| 15941 |      | La Cabrera                 | Avenida de La Cabrera - Residencia                                     | Avenida de La Cabrera Nº98                       | 191 193194 195 196 197B |                                       |

### Sentido Madrid (Plaza de Castilla)

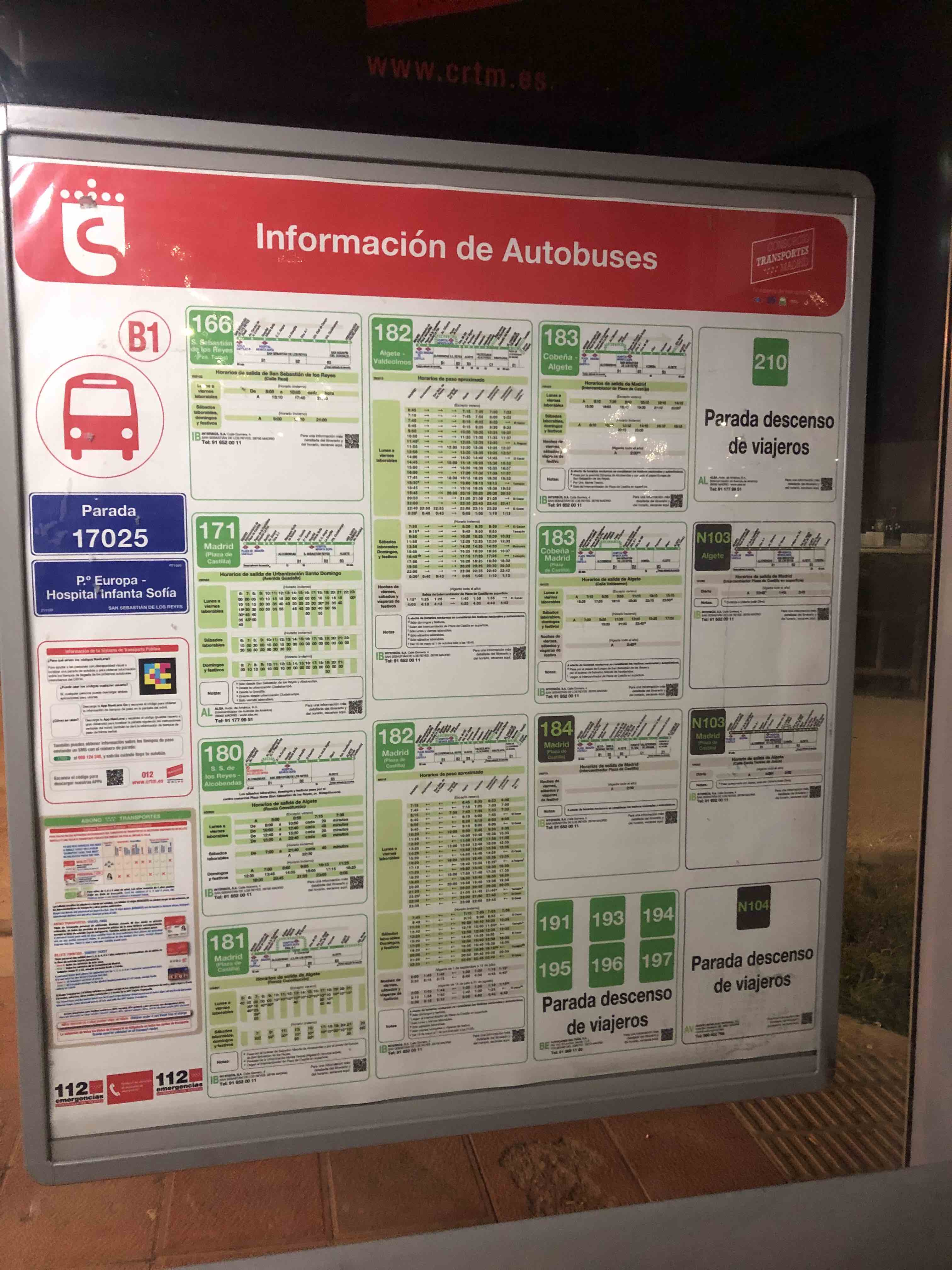
Marquesina 17025 en el Hospital Infanta Sofía (sentido sur), en la que se ve como las líneas de la Sierra Norte no permiten la subida de viajeros

El recorrido en sentido Madrid es igual al de ida pero en sentido contrario excepto en determinados puntos:
- El servicio que procede de La Cabrera no entra dentro de El Vellón, a pesar de no aparecer mencionado en los horarios del CRTM.
- En El Molar sigue realizando 5 paradas pero todas ellas en el casco urbano, ya que la parada 17975 - Carretera A-1 - Camino Viejo de Francia no tiene pareja para las expediciones de vuelta.
- En San Agustín del Guadalix tan solo realiza una parada en el polígono industrial sur, debido a que no existe la misma vía de servicio como a la ida. Las paradas 15988 - Carretera A-1 - Calle La Lobera y 15990 - Carretera A-1 - Calle Salguerilla no tienen pareja de vuelta.
- La línea realiza 6 paradas en el paseo de Europa de San Sebastián de los Reyes, todas ellas sólo para el descenso de viajeros (sólo se permite la subida de viajeros en la parada 06751 - Paseo de Europa - Parque Picos de Olite).
- Dentro de Alcobendas, circula por el bulevar de Salvador Allende en lugar de por la avenida Olímpica, parando en un punto sólo para el descenso de viajeros.

El mismo criterio se aplica a la vuelta de la línea en las paradas del casco urbano de Alcobendas y San Sebastián de los Reyes a sólo permitir el descenso de viajeros. Debido a que esas zonas que recorre esta línea ya están cubiertas por Metro o Cercanías y otras líneas interurbanas con cabecera en el Intercambiador de Plaza de Castilla que tienen mucha mayor frecuencia y colapsarían la línea 193 para realizar trayectos muy cortos. De esta forma se evita que las expediciones de esta línea se llenen y aumenten el tiempo de viaje a los viajeros con orígenes mucho más alejados de Madrid cuya única opción sea la línea 193 y un trayecto de en muchas ocasiones superior a 1h.
| Código | Zona | Localidad                  | Denominación                                                           | Ubicación                        | Líneas de la parada                                                                                       | Metro / Cercanías                     |
| --- | ---- | -------------------------- | ---------------------------------------------------------------------- | -------------------------------- | --- | ------------------------------------- |
| Paradas realizadas por el servicio que procede de La Cabrera                                                    |      |                            |                                                                        |                                  | |                                       |
| 15942 |      | La Cabrera                 | Avenida de La Cabrera - Residencia                                     | Avenida de La Cabrera Nº81       | 191 193 194 195 196 197B                                                                                  |                                       |
| 10037 |      | La Cabrera                 | Avenida de La Cabrera - Calle del Pico de la Miel                      | Avenida de La Cabrera Nº69       | 191 193 194 195 196 197B                                                                                  |                                       |
| 10345 |      | La Cabrera                 | Avenida de La Cabrera - Calle de Luis Fernández Urosa                  | Avenida de La Cabrera Nº23       | 191 193 194 195 196 197B VAC-242                                                                          |                                       |
| 10666 |      | La Cabrera                 | Avenida de La Cabrera - Carretera de Valdemanco                        | Avenida de La Cabrera Nº6        | 191 193 194 195 196 197B 197C 725                                                                         |                                       |
| 11542 |      | Cabanillas de la Sierra    | Cabanillas de la Sierra - Carretera Antigua N-1                        | Carretera Antigua de Burgos Nº8  | 191 193 194 195 196                                                                                       |                                       |
| 10342 |      | Cabanillas de la Sierra    | Cabanillas de la Sierra - Calle Real                                   | Calle Real Nº57                  | 191 193 194 195 196 197C                                                                                  |                                       |
| 11524 |      | Cabanillas de la Sierra    | Cabanillas de la Sierra - Urbanización Los Barrancos                   | Calle Real Nº19                  | 191 193 194 195 196 197C                                                                                  |                                       |
| 11295 |      | Venturada                  | Venturada - Urbanización Tolle Lege                                    | N-1 km. 52                       | 191 193 194 195 196 N104                                                                                  |                                       |
| 10341 |      | Venturada                  | Venturada - Carretera de Irún                                          | Carretera de Irún Nº7            | 191 193 193A 194 195 196 197C N104 VAC-242                                                                |                                       |
| El servicio que procede de La Cabrera no realiza las siguientes paradas                                         |      |                            |                                                                        |                                  | |                                       |
| Paradas del itinerario normal                                                                                   |      |                            |                                                                        |                                  | |                                       |
| 12480 |      | El Vellón                  | El Vellón - Barrio de la Mina                                          | Carretera M-129 km. 3,9          | 191 193 197D N104                                                                                         |                                       |
| 10338 |      | El Vellón                  | El Vellón - Plaza Mayor                                                | Plaza Mayor Nº11                 | 191 193 197D N104                                                                                         |                                       |
| 15993 |      | El Vellón                  | Carretera M-122 - Travesía de la Dehesa                                | Calle de la Magdalena Nº76       | 191 193 197D N104                                                                                         |                                       |
| 11241 |      | El Vellón                  | Carretera M-122 - Los Melonares                                        | Carretera M-122 km. 0,7          | 191 193 197D N104                                                                                         |                                       |
| 16554 |      | Pedrezuela                 | Carretera M-122 - El Campillo                                          | Carretera M-122 S/N.º            | 191 193 197D N104                                                                                         |                                       |
| El servicio que procede de La Cabrera vuelve a realizar paradas desde aquí                                      |      |                            |                                                                        |                                  | |                                       |
| 16450 |      | Pedrezuela                 | Carretera A-1 - Cruce El Vellón                                        | A-1 km. 47                       | 191 193 193A 194 195 196 197D N104                                                                        |                                       |
| 10336 |      | Pedrezuela                 | Paseo de la Ermita - Calle de las Eras del Cabrero                     | Paseo de la Ermita Nº21          | 191 193 194 196 N104 1                                                                                    |                                       |
| 12781 |      | Pedrezuela                 | Calle de las Eras - Avenida de Madrid                                  | Calle de las Eras Nº54           | 191 193 194 196 N104 1                                                                                    |                                       |
| 12442 |      | Pedrezuela                 | Calle de San Roque - Escuela de Hostelería                             | Calle de las Eras Nº100          | 191193194196N1041                                                                                         |                                       |
| Los recorridos desde Pedrezuela comienzan aquí                                                                  |      |                            |                                                                        |                                  | |                                       |
| 16713 |      | Pedrezuela                 | Calle del Cerro de San Pedro - Escuela de Hostelería                   | Calle de las Eras S/N.º          | 191 193 194 196 N104 1                                                                                    |                                       |
| 09142 |      | Pedrezuela                 | Calle de las Eras - Avenida de Madrid                                  | Calle de las Eras Nº29           | 191 193 196 N104 1                                                                                        |                                       |
| 09143 |      | Pedrezuela                 | Paseo de la Ermita - Calle del Prado Concejo                           | Paseo de la Ermita Nº30          | 191 193 196 N104 1                                                                                        |                                       |
| 10333 |      | El Molar                   | Calle de la Rosaleda - Urbanización Vistasierra                        | Calle de la Rosaleda Nº51        | 191 193 196 N104                                                                                          |                                       |
| 20842 |      | El Molar                   | Calle de la Rosaleda - Calle de los Nardos                             | Calle de la Rosaleda Nº17        | 191 193 196 N104                                                                                          |                                       |
| Los recorridos desde El Molar comienzan aquí                                                                    |      |                            |                                                                        |                                  | |                                       |
| 12690 |      | El Molar                   | Calle de la Fuente - Calle del Álamo                                   | Calle de la Fuente Nº23          | 191 193 193A 194 195 196 197D N104                                                                        |                                       |
| 09649 |      | El Molar                   | Plaza Mayor - Calle de la Fuente                                       | Plaza Mayor Nº10                 | 191 193 193A 194 195 196 197D N104 VAC-242                                                                |                                       |
| 09648 |      | El Molar                   | Avenida de España - Calle del Almirante Martel                         | Avenida de España Nº73           | 191 193 193A 194 195 196 197D N104                                                                        |                                       |
| Los recorridos desde San Agustín del Guadalix comienzan aquí                                                    |      |                            |                                                                        |                                  | |                                       |
| 09834 |      | San Agustín del Guadalix   | Avenida de Madrid - Polígono industrial Norte San Agustín del Guadalix | Polígono las Cabezas Nº4         | 191 193 194 195 196 N104                                                                                  |                                       |
| 18362 |      | San Agustín del Guadalix   | Avenida de Madrid - Avenida del Alcalde Lorenzo Ginés Brandín          | Avenida de Madrid Nº32           | 191 193 194 195 196 727 N104                                                                              |                                       |
| 06705 |      | San Agustín del Guadalix   | Avenida de Madrid - Parque Príncipe Felipe                             | Calle de Féliz Sanz Nº31         | 191 193 194 195 196 727 N104                                                                              |                                       |
| 12098 |      | San Agustín del Guadalix   | Avenida de Madrid - Urbanización Residencial Guadalix                  | Avenida de Madrid Nº3            | 191 193 194 195 196 727 N104                                                                              |                                       |
| 11185 |      | San Agustín del Guadalix   | Carretera A-1 - Polígono industrial Sur San Agustín del Guadalix       | A-1 km. 31,5                     | 191 193 194 195 196 N104                                                                                  |                                       |
| 10041 |      | Colmenar Viejo             | Carretera A-1 - Urbanización Valdelagua                                | A-1 km. 30,5                     | 191 193 194 195 196 N104                                                                                  |                                       |
| 06719 |      | San Sebastián de los Reyes | Carretera A-1 - Urbanización Ciudalcampo                               | N-1 km. 27,9                     | 166 171 191 193 194 195 196 N104                                                                          |                                       |
| 06720 |      | San Sebastián de los Reyes | Carretera A-1 - Circuito del Jarama                                    | N-1 km. 26                       | 171 191 193 194 195 196 N104                                                                              |                                       |
| Los recorridos "EXPRESS" no realizan ninguna de las siguientes paradas hasta llegar a la parada 10550 en Madrid |      |                            |                                                                        |                                  | |                                       |
| 06723 |      | San Sebastián de los Reyes | Carretera A-1 - Urbanización Fuente del Fresno                         | N-1 km. 23,4                     | 166 171 191 193 194 195 196 N104                                                                          |                                       |
| 16438 |      | San Sebastián de los Reyes | Carretera Antigua de Burgos - Centro Comercial Alegra                  | N-1 km. 19,9                     | 166 171 180 181 182 183 184 185 191193194195196197210N103 N104                                            |                                       |
| 17025 |      | San Sebastián de los Reyes | Paseo de Europa - Hospital Infanta Sofía                               | Paseo de Europa Nº11             | 166 171 180 181 182 183 184 191193194195196197210N103 N104                                                | Hospital Infanta Sofía                |
| 10019 |      | San Sebastián de los Reyes | Paseo de Europa - Glorieta de Antoni Gaudí                             | Paseo de Europa Nº7              | 171 180 181 182 183 184 191193194195196197N103 N104                                                       |                                       |
| 12422 |      | San Sebastián de los Reyes | Paseo de Europa - Avenida de los Montes de Oca                         | Paseo de Europa Nº1              | 171 180 181 182 183 184 191193194195196197N103 N104                                                       |                                       |
| 06751 |      | San Sebastián de los Reyes | Paseo de Europa - Parque Picos de Olite                                | Paseo de Europa Nº26             | 152C 156 161 171 180 181 182 183 184 191 193 194 195 196 197 N102 N103 N104 VAC-2424 5                    |                                       |
| 15191 |      | San Sebastián de los Reyes | Paseo de Europa - Avenida de España                                    | Paseo de Europa Nº26             | 152C 156 161 171 180 181 182 183 184 191193194195196197N102 N103 N1044 5                                  |                                       |
| Terminal de las expediciones que acaban en la estación de FF.CC. Alcobendas-S.S. de los Reyes                   |      |                            |                                                                        |                                  | |                                       |
| 10610 |      | San Sebastián de los Reyes | Avenida de España - Estación de Alcobendas-San Sebastián de los Reyes  | Avenida de España Nº50           | 191193197827A 9                                                                                           | Alcobendas-San Sebastián de los Reyes |
| Parada del itinerario normal                                                                                    |      |                            |                                                                        |                                  | |                                       |
| 06752 |      | Alcobendas                 | Bulevar de Salvador Allende - Calle de Soria                           | Bulevar de Salvador Allende Nº19 | 181 182 183 184 191193194195196197N103 N104VAC-242                                                        |                                       |
| Los recorridos "EXPRESS" vuelven a realizar paradas desde aquí                                                  |      |                            |                                                                        |                                  | |                                       |
| 10550 |      | Madrid                     | Paseo de la Castellana - Hospital La Paz                               | Paseo de la Castellana Nº296     | 151 152C 153 154C 155 155B 156 157 157C 159 161 181 182 183 184 185 191193194195196197N101 N102 N103 N104 | Begoña                                |
| Terminal de la expedición que termina en la superficie del Intercambiador de Plaza de Castilla                  |      |                            |                                                                        |                                  | |                                       |
| 18074 |      | Madrid                     | Intercambiador de Plaza de Castilla                                    | Paseo de la Castellana Nº195     | Descenso antes de la dársena 42                                                                           | Plaza de Castilla                     |
| Terminal del itinerario normal                                                                                  |      |                            |                                                                        |                                  | |                                       |
| 17470 |      | Madrid                     | Intercambiador de Plaza de Castilla                                    | Avenida de Asturias Nº2          | Descenso en las dársenas 38 y 39.                                                                         | Plaza de Castilla                     |

## Tarifas
Aquí se muestran las tarifas de la línea, con las siguientes observaciones:
- La línea no permite los viajes dentro de la zona tarifaria , tanto de ida como de vuelta.
- La línea presenta restricciones a la subida o bajada de viajeros en algunas paradas de la zona tarifaria , tanto de ida como de vuelta.

### Billetes sencillos
| OrigenDestino | A     | B1    | B2    | B3    | C1    | C2    |
| A             | 1,5 € | -     | -     | -     | -     | -     |
| B1            | 2 €   | 1,3 € | -     | -     | -     | -     |
| B2            | 2,6 € | 2 €   | 1,3 € | -     | -     | -     |
| B3            | 3,6 € | 2,6 € | 2 €   | 1,3 € | -     | -     |
| C1            | 4,2 € | 3,6 € | 2,6 € | 2 €   | 1,3 € | -     |
| C2            | 5,1 € | 4,2 € | 3,6 € | 2,6 € | 2 €   | 1,3 € |

### Abonos transporte
- En caso de portar un abono inferior a la zona tarifaria de destino, se deberá abonar un suplemento. Dicho suplemento corresponde a la diferencia entre un billete sencillo hacia la corona tarifaria de destino y un billete sencillo a la corona tarifaria del abono portado. Esta restricción también aplica a los abonos interzonales.
- No es válido el abono correspondiente a la zona , por lo que es necesario abonar el billete sencillo correspondiente a la parada de destino.
- A pesar de que las coronas tarifarias ,  y  tengan el mismo coste en el abono transporte, su uso en zonas tarifarias que no es la correspondiente no es válido y se deberá abonar el suplemento mencionado anteriormente. Es por esto que los usuarios de las coronas tarifarias  o  deberán recargar un abono de la corona  al mismo coste que las anteriores para evitar confusión.
- El abono joven y de la tercera edad son válidos para toda la línea (con las restricciones mencionadas anteriormente).

Para más información, consultar la página oficial del CRTM.